# Ніщо не минає
«Ніщо не минає» (пол. Nic nie ginie) — польський комедійно-драматичний фільм 2019 року режисерки Каліни Алабрудзінської.

## Сюжет
Клаудія, загнана у кут критично налаштованою матір'ю, одержимо продовжує допомагати іншим. Пшемек боготворить Польщу і ненавидить дурних людей. Тобто всіх. Донателло любить черепашок, Актор - тільки себе. Майя живе і розслабляється, як велів Netflix. Всі вони відвідують курсі терапії під турботливим оком Ремека. І створюють найсумнішу комедію року.

## У ролях
| Актор            | Роль                  |
| ---------------- | --------------------- |
| Zuzanna Pulawska | Клаудія (Klaudia)     |
| Piotr Pacek      | Актор (Actor)         |
| Michal Surosz    | Донателло (Donatello) |
| Jan Hrynkiewicz  | Пшемек (Przemek)      |
| Марія Ковальська | подруга "Лисі         |
| Wiktoria Filus   | Maja                  |

## Фестивалі та нагороди
- Koszaliński Festiwal Debiutów Filmowych “Młodzi i Film” – нагорода за найкращу режисуру від молодіжного журі
- Festiwal Polskich Filmów Fabularnych w Gdyni – офіційний відбір
- Letnia Akademia Filmowa – офіційний відбір
- Solanin Film Festiwal – офіційний відбір
- Festiwal Krytyków Sztuki Filmowej Kamera Akcja – офіційний відбір
- Forum Kina Europejskiego CINERGIA – конкурс польських фільмів
- Odkrycia Empiku 2019 – Номінація в категорії ФІЛЬМ
- XV Дні польського кіно – учасник[1]